# Лютин, Тимофей Степанович
Тимофе́й Степа́нович Лю́тин (6 (19) февраля 1914, Поляна, Ардатовский уезд, Нижегородская губерния — 11 января 1993, Ардатов, Нижегородская область) — советский комсомольский и хозяйственный деятель, первый тракторист Ардатовского уезда, почётный гражданин рабочего посёлка Ардатов Нижегородской области.

## Биография
Родился 6 (19) февраля 1914 в селе Поляна Ардатовского уезда Нижегородской губернии в крестьянской семье. Отец Тимофея погиб в Первую мировую войну. В 1925 году, в 11-летнем возрасте отправился в Нижний Новгород на заработки и оставался там до 1927 года, после чего вернулся в родное село. 1 января 1928 года в Поляне был образован колхоз «Новый быт», в который семья Лютиных не только вступила одной из первых, но и отдала половину собственного дома под правление колхоза и избу-читальню, заведующим которой стал Тимофей. Вскоре был направлен на учёбу в комсомольскую школу в Ардатове. Весной того же года в колхоз поступил первый в Ардатовской волости трактор «Фордзон», первым трактористом которого стал Лютин. Вскоре он возглавил бригаду девушек-трактористок, а также проводил курсы по обучению технике среди колхозников других окрестных населённых пунктов. Осенью 1928 года в Поляне была создана комсомольская организация, членом которой стал Лютин, а в 1929 году он был направлен на первую районную комсомольскую конференцию в качестве делегата. С 1930 года работал на строительстве автомобильного завода в Нижнем Новгороде. В 1932 году вернулся в родное село и возглавил тракторную бригаду. С 1933 года занимался обучением трактористов на Ардатовской машинно-тракторная станции. Во время Великой Отечественной войны в декабре 1942 года ушёл добровольцем на фронт. После окончания войны вернулся в родное село. Через несколько лет поступил на учёбу в Ардатовский сельскохозяйственный техникум, который окончил в 1953 году, получив квалификацию техника-механика. В последующие несколько десятилетий работал в организациях по ремонту сельскохозяйственной техники. В 1987 году Лютину было присвоено звание Почётного гражданина Ардатова. Скончался в Ардатове 11 января 1993 года.

## Награды
Был удостоен многочисленных наград, в том числе:
- Медаль «За отвагу» (1943)
- Орден Красной Звезды (1945)
- Орден Отечественной войны 2-й степени (1985)
- Медаль «За трудовое отличие»
- Звание почётного гражданина Ардатова